# Porpora Marcasciano
Porpora Marcasciano (San Bartolomeo in Galdo, 15 settembre 1957) è un'attivista e scrittrice italiana.
Storica attivista trans, è stata una figura importante del movimento italiano dai suoi esordi all'interno dei collettivi dagli anni Settanta ad oggi. È autrice di diversi saggi di storia del movimento LGBT italiano e, tra le altre cose, è stata curatrice degli Elementi di critica trans (Manifestolibri, 2010). Attraverso le sue battaglie da attivista e i suoi libri, affronta diversi temi, tra cui il diritto all'identificazione, il diritto all'istruzione e all'occupazione, i diritti sanitari della comunità LGBT+ (compresa la formazione dei medici), gli abusi sociali e da parte delle forze dell'ordine nei confronti delle persone transgender e le condizioni di detenzione nelle carceri. 
È presidente del MIT (Movimento Identità Trans), il più antico movimento transgender in Italia, e dal 2021 membro eletto del consiglio comunale di Bologna. Nel 2025 è stata nominata al Nobel per la Pace.

## Biografia
Nata nella provincia di Benevento in Campania, si trasferisce da giovane a Roma per iniziare i suoi studi universitari. Nel 1983 si laurea in sociologia presso l'Università di Roma La Sapienza.
Il nome "Porpora" deriva da Porporino, un soprano eunuco del Settecento la cui vita è stata raccontata da Dominique Fernandez.
Porpora Marcasciano fa risalire l'inizio del suo attivismo al 1975, in occasione dell'omicidio di Pier Paolo Pasolini. In quell'occasione, infatti, i membri del collettivo politico di cui faceva parte le chiedono di dichiarare pubblicamente la sua storia durante un'assemblea scolastica.			
Due anni dopo, dalla rottura con il Fuori! per il suo avvicinamento politico con il Partito Radicale, Porpora assieme a Marco Sanna ed Enzo Ienna fonda il collettivo NARCISO (acronimo per Nuclei Armati Rivoluzionari Comunisti Internazionali Sovversivi Omosessuali), esperienza che durerà fino al 1983 diventando Circolo Mario Mieli dopo la fusione con il Fuori romano. Sulla scissione del Fuori ha affermato che
(Porpora Marcasciano)
Come raccontato in AntoloGaia, durante il periodo universitario a Roma, nel 1981, viene arrestata per quattro giorni con l'accusa di atti osceni in luogo pubblico, perché indossava abiti femminili.
Dal 2005 Porpora Marcasciano aderisce al Movimento Identità Trans e al movimento Facciamo Breccia, nato in opposizione all'ingerenza della chiesa cattolica nella sfera pubblica italiana.
Nel 2010, a seguito della morte di Marcella Di Folco, Porpora Marcasciano diviene presidente del MIT fino al 2016, ricoprendo lo stesso incarico dal 2019 in poi.
Nel 2016 viene insignita da Amnesty International del premio Human Rights Defender, "dedicato alle persone che costituiscono inestimabile patrimonio per il movimento per la tutela dei diritti umani", insieme a Daniela Tomasino.
Durante le elezioni comunali del 2021 a Bologna, è stata vittima di deadnaming ed è stata obbligata a candidarsi usando il suo nome assegnato alla nascita.

## Pubblicazioni
Marcasciano ha scritto diversi libri, raccontando la storia del movimento LGBT italiano a partire dalla propria esperienza personale e di quella della sua rete sociale.
Nel 2008 scrive Favolose narranti. Storie di transessuali, che mostra attraverso testimonianze dirette di dieci donne trans la nascita del movimento trans italiano in relazione con il mondo gay, lesbico e il femminismo.
Otto anni dopo pubblica AntoloGaia. Sesso, genere e cultura degli anni '70, un'autobiografia che copre il periodo che va dagli anni Settanta al 1983. In questi anni si racconta la nascita del primo pride italiano, il racconto dei campeggi omosessuali, l'arrivo dell'AIDS e le battaglie che portarono alla legge 164 del 1982 sul cambio di sesso. Il 1983 viene scelto come data di fine perché coincide con la morte di Mario Mieli, che lei stessa ha conosciuto direttamente, e con l'arrivo dell'AIDS nei media italiani.
Nel 2018 scrive L'aurora delle trans cattive, sguardo corale del movimento trans italiano, raccontando tra le altre cose della sua esperienza a Napoli con i femminielli e l'esperienza in carcere a Roma

## Attività politica
Candidatasi per la lista Coalizione Civica - Coraggiosa Ecologista Solidale alle elezioni amministrative del 3-4 ottobre 2021, Porpora Marcasciano è stata eletta consigliera comunale a Bologna, nello schieramento di maggioranza, venendo eletta il successivo 11 novembre Presidente della Commissione Pari Opportunità del consiglio comunale di Bologna.

## Opere letterarie
- Favolose narranti. Storie di transessuali, Manifestolibri, 2008.
- AntoloGaia. Vivere sognando e non sognare di vivere: i miei anni Settanta, Edizioni Alegre, 2015.
- L'aurora delle trans cattive. Storie, sguardi e vissuti della mia generazione transgender, Edizioni Alegre, 2018.
- Trasformare l'organizzazione dei luoghi di detenzione. Persone transgender e gender nonconforming tra diritti e identità, Editoriale Scientifica, 2018.
- Tra le rose e le viole. La storia e le storie di transessuali e travestiti, Edizioni Allegre, 2020.

## Opere teatrali
- Il Sogno e l'Utopia. Biografia di una generazione, di e con Porpora Marcasciano, regia Simone Cangelosi, 2016[17]

## Filmografia
- Dalla testa ai piedi, regia di Simone Cangelosi (2007), documentario-cortometraggio
- O sei uomo o sei donna... chiaro?, regia di Enrico Vanni (2008), documentario
- Nessuno è perfetto, regia di Fabiomassimo Lozzi (2012), documentario
- Una nobile rivoluzione, regia di Simone Cangelosi (2014), documentario
- Tiger Susy, regia di Tommaso Rossi, Riccardo Pittaluga, Albert Tola (2015), documentario-cortometraggio
- Porno e libertà, regia di Carmine Amoroso (2016), documentario
- Ne avete di finocchi in casa?, regia di Andrea Meroni (2017), documentario
- Alfredo D'Aloisio, in arte (e in politica) Cohen, regia di Enrico Salvatori e Andrea Meroni (2018), documentario
- C'è un soffio di vita soltanto, regia di Matteo Botrugno e Daniele Coluccini (2021), documentario
- Porpora, regia di Roberto Cannavò (2021), film
- Le favolose, regia di Roberta Torre (2022), docufilm